# ایل جهانبگلو
جهانبگلو، از ایل‌های کرد ایران است که صفویان آنرا از ارزروم به استرآباد (کتول و فندرسک) انتقال دادند و آنان در آنجا املاکی تهیه کردند. آقا محمد خان این ایل را به مازندران (حدود فرح‌آباد و قاجار خیز و گل نیشین) کوچ دادند و وظیفه مرزداری ایران به عهده ایشان بود. شرح خدمات روسای این ایل در تتمه روضةالصفا آمده است.